# Zentraler Omnibusbahnhof Brandenburg an der Havel

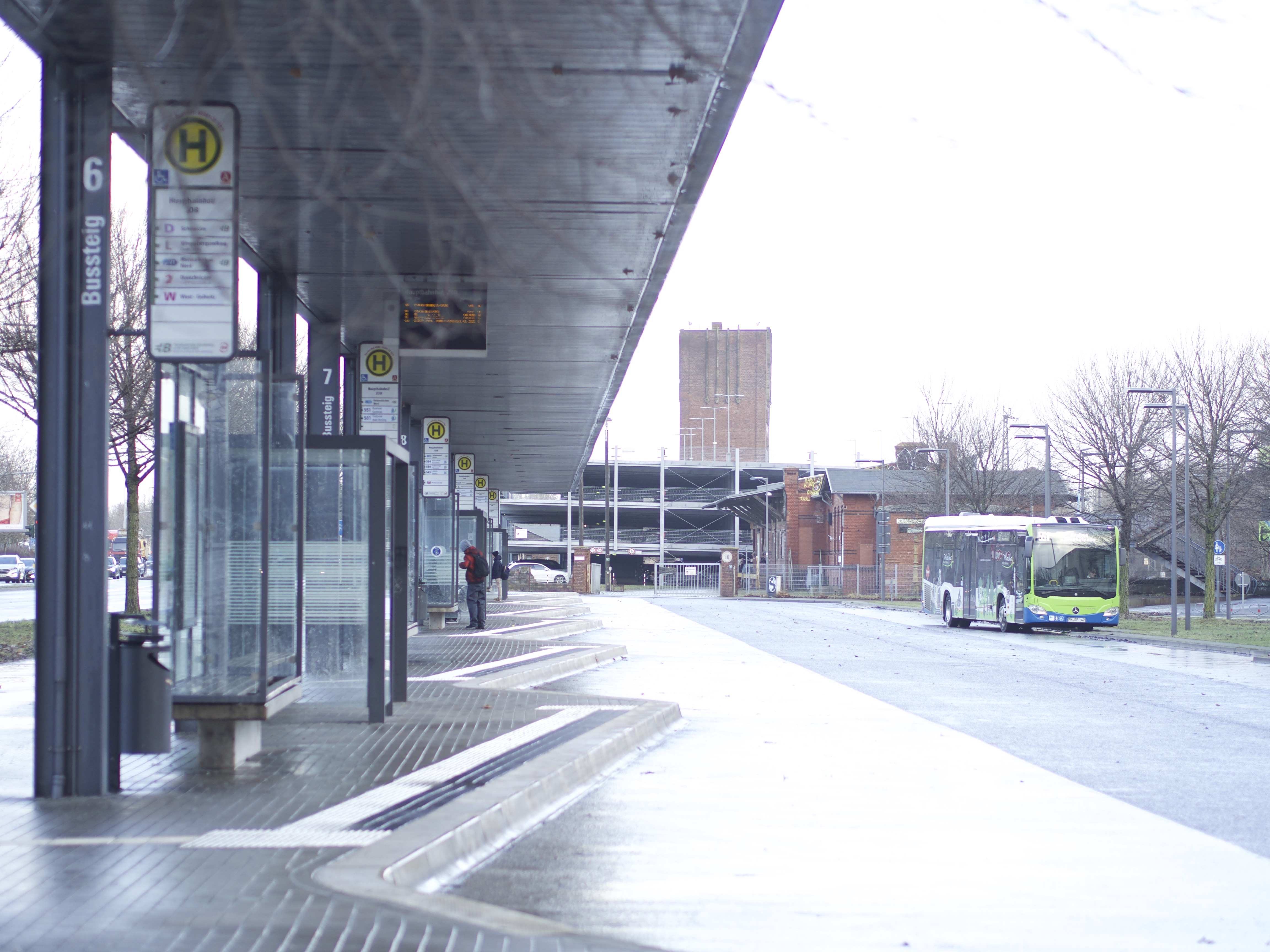
Zentraler Omnibusbahnhof in Brandenburg an der Havel

Der Zentrale Omnibusbahnhof (ZOB) in Brandenburg an der Havel wird von den Brandenburger Verkehrsbetrieben betrieben.     

## Lage und Beschreibung
Der Omnibusbahnhof liegt wenige Meter östlich des Brandenburger Hauptbahnhofes an den Bundesstraßen 1 und 102. Seine Eröffnung im Jahr 2013 ersetzte den zu DDR-Zeiten betriebenen Überland-Busbahnhof am Trauerberg, der 700 Meter Fußweg vom Bahnhof entfernt lag und heute zurückgebaut Haltepunkt im Netz der Stadtomnibuslinien ist. Mit dem ZOB entstand ein zentraler Umsteigeplatz zum Regional- und Fernverkehr der Bahn, dem regionalen Busverkehr sowie den innerstädtischen Bus- und Straßenbahnlinien. Eine direkte Anbindung an den Fernbusverkehr besteht nicht.

## Anbindungen ins Busnetz

### Innerstädtischer Verkehr
Im innerstädtischen Busverkehr bedient der Omnibusbahnhof aktuell 2 reguläre Omnibus-Linien sowie den Ersatzverkehr der wegen eines Brückenneubaus eingestellten Straßenbahnlinie 2.

### Regionalbusverkehr
Im Regionalverkehr bedient der Omnibusbahnhof vor allem Linien in umliegende Ortschaften des Landkreises Potsdam-Mittelmark. Mit der als PlusBus betriebenen Linie 581 besteht für den eingestellten Zugverkehr des Abschnittes der Brandenburgischen Städtebahn eine Verbindung zwischen den Bahnhöfen Brandenburg an der Havel und Bad Belzig sowie mit der Linie 645 eine Verbindung zum Bahnhof Beelitz-Heilstätten.
| Linie | Linienverlauf | Verkehrsunternehmen              |
| ----- | --- | -------------------------------- |
| G     | Brandenburg ZOB – Wust – Gollwitz                                                                                         | VBB                              |
| L     | Brandenburg ZOB – Klingenberg – Dreifertstraße                                                                            | VBB                              |
| 2     | Brandenburg ZOB – Quenzbrücke                                                                                             | VBB                              |
| 551   | Brandenburg ZOB – Reckahn – Krahne – Golzow                                                                               | Regiobus Potsdam-Mittelmark GmbH |
| 552   | Brandenburg ZOB – Mötzow – Lünow – Radewege                                                                               | Regiobus Potsdam-Mittelmark GmbH |
| 554   | Brandenburg ZOB – Wust – Götz – Schenkenberg – Damsdorf – Lehnin                                                          | Fritz Behrendt OHG               |
| 558   | Brandenburg ZOB – Weseram – Roskow – Päwesin – Gortz – Ketzür – Radewege – Brielow – Brandenburg                          | Regiobus Potsdam-Mittelmark GmbH |
| 559   | Görzke – Gräben – Groß Briesen – Wollin – Grüningen – Brandenburg ZOB – Wust EKZ                                          | LANGE Tours                      |
| 560   | Brandenburg ZOB – Wusterwitz – Rogäsen – Zitz – Viesen – Ziesar                                                           | Regiobus Potsdam-Mittelmark GmbH |
| 562   | Brandenburg ZOB – Grüningen – Mahlenzien – Ziesar                                                                         | Regiobus Potsdam-Mittelmark GmbH |
| 564   | Brandenburg ZOB – Brielow – Marzahne – Hohenferchesar – Pritzerbe                                                         | Regiobus Potsdam-Mittelmark GmbH |
| 569   | Brandenburg ZOB – Radewege – Ketzür – Päwesin – Riewend                                                                   | Regiobus Potsdam-Mittelmark GmbH |
| 571   | Brandenburg ZOB – Kaltenhausen – Briest – Fohrde – Pritzerbe (- Premnitz) Brandenburg ZOB – Bensdorf – Vehlen             | Regiobus Potsdam-Mittelmark GmbH |
| 581   | Brandenburg ZOB – Golzow – Bad Belzig                                                                                     | Regiobus Potsdam-Mittelmark GmbH |
| 645   | Brandenburg ZOB – Schmerzke – Prützke – Nahmitz – Netzen – Lehnin – Emstal – Fichtenwalde – Beelitz-Heilstätten – Beelitz | Regiobus Potsdam-Mittelmark GmbH |